# Кабалуд (станция)
Кабалу́д — железнодорожная станция 4 класса Пермского региона Свердловской железной дороги на 1254,2 км линии Балезино — Пермь. Расположена в селе Кабалуд Кезского района Удмуртии.
Открыта в 1899 году.
Электрифицирована постоянным током 3 кВ.

## География
Расположена на участен Чепца — Пермь-Сортировочная. Расстояние до узловых станций (в километрах): Пермь-Сортировочная — 174, Чепца — 32.
Ближайшие станции: Кез и Кузьма.

## Коммерческие операции (параграфы)
О	Посадка и высадка пассажиров на (из) поезда пригородного и местного сообщения. Прием и выдача багажа не производятся.